# Golpe de Estado en Burundi de noviembre de 1966
El Golpe de Estado en Burundi de noviembre de 1966 tuvo lugar el 28 de noviembre de ese año, cuando el primer ministro de Burundi, el capitán Michel Micombero, derrocó al Rey (Mwami) Ntare V, que se encontraba fuera del país en ese momento. Se proclamó el fin de la monarquía y el Reino de Burundi se convirtió en una República con Micombero como presidente.

## Antecedentes
Tras años de dominio colonial, el territorio en fideicomiso belga de Ruanda-Urundi obtuvo su independencia en 1962, dando lugar a la República de Ruanda y el Reino de Burundi. Sin embargo, los asesinatos, los intentos de golpe de Estado, las elecciones polémicas y las campañas de limpieza étnica se combinaron para hacer que el período inmediatamente posterior a la independencia fuera tumultuoso para la sociedad burundesa.
El golpe de noviembre de 1966 fue el último de los tres golpes de Estado que sacudieron a Burundi entre 1965 y 1966. El primero de ellos fue una expresión de descontento hutu tras el asesinato del primer ministro hutu del país Pierre Ngendandumwe, el 15 de enero de 1965, y el desconocimiento del Rey (Mwami) Mwambutsa IV de los resultados de las elecciones generales de mayo de 1965, en las cuales los hutus habían obtenido una mayoría, pero en cambio se designó al ganwa Léopold Biha como primer ministro. Aunque el Golpe fracasó, el Rey huyó del país y delegó sus poderes reales al príncipe heredero Charles Ndizeye.
El segundo de ellos, fue una reacción extrema por parte de los radicales tutsis, enfurecidos por la moderación del Rey Mwambutsa a la hora de repartir el poder político entre los hutus y los tutsis. Esto dio lugar a que el 8 de julio de 1966 el príncipe Ndizeye asumiera como jefe de Estado de Burundi: Suspendió la Constitución, destituyó al primer ministro Léopold Biha y nombró al Capitán Michel Micombero, un joven militar, como primer ministro, asumiendo el 12 de julio. El 1 de septiembre, Ndizeye se hizo coronal formalmente como Mwami Ntare V.

### Preludio
Pronto, surgió tensión entre Ntare, que quería gobernar activamente como monarca, y el gobierno de Micombero, que se había alineado para implantar reformas progresistas y veía poco necesario el involucramiento del Rey en el gobierno. En septiembre, Ntare intentó destituir al ministro de Relaciones Exteriores, pero Micombero anuló la orden y reasignó al ministro a una cartera diferente. Después de que Ntare nombrara secretarios de Defensa, Gendarmería y Justicia, Micombero hizo arrestar a los hombres y purgó el ejército de partidarios del monarca.

## Desarrollo
El 7 de noviembre, Ntare intentó difundir un decreto que destituía al gobierno de Micombero, pero los soldados le impidieron la entrada a la emisora de radio estatal. Tres semanas después, el 28 de noviembre, mientras Ntare se encontraba en la República del Congo en una visita de estado, Micombero ejecutó el golpe de Estado.
En su primer movimiento, Micombero anunció la disolución del gobierno real y asumió las prerrogativas de jefe de Estado. Artémon Simbananiye, que se desempeñaba como Ministro de Justicia, fue nombrado Fiscal General de la República. Los gobernadores de las provincias fueron reemplazados por oficiales militares. Antes de la formación del nuevo gobierno, se estableció temporalmente el Comité Nacional Revolucionario bajo la presidencia de Micombero, que estaba formado únicamente por oficiales.
En declaraciones a la radio, Micombero dijo:

Pido a los países amigos que no interfieran en nuestros asuntos internos... Quiero dejar claro que se respetarán nuestras obligaciones internacionales. Nuestra política exterior se mantiene sin cambios. Nuestros lazos de amistad con países amigos permanecen intactos. Nuestras relaciones con los países vecinos de las repúblicas hermanas de Congo-Kinshasa, Tanzania y Ruanda serán mejoradas. La libertad de culto estará garantizada... Garantizo la seguridad de todos los ciudadanos burundianos y de todos los extranjeros.

## Recepción

### Recepción nacional
Hubo poca respuesta pública abierta al golpe de Estado, y los funcionarios administrativos locales notaron que los residentes de las áreas rurales parecían estar en «estupor» después de la toma de poder. El nuevo régimen solicitó a sus funcionarios que informaran sobre como recibió la población civil su toma de poder. Algunos agricultores temían el estallido de una guerra civil y se negaron a cuidar sus parcelas, mientras que ciudadanos en la comuna de Busiga sintieron que el golpe significaba la disolución de la realista Unión para el Progreso Nacional (UPRONA) y su usurpación por el republicano Partido del Pueblo.

### Recepción internacional
El presidente de Ruanda, Grégoire Kayibanda, extendió inmediatamente el reconocimiento de su país al nuevo gobierno de Burundi. Posteriormente, las relaciones de Burundi y Ruanda mejoraron y se reanudaron las relaciones diplomáticas entre ambos estados.

## Consecuencias
Tras el Golpe de Estado, Micombero estableció una dictadura militar con la UPRONA como único partido político legal, situación que perduraría hasta su propio derrocamiento mediante un golpe de Estado en 1976.
Por su parte, Ntare V huyó al exilio a Alemania Occidental y luego a Uganda, pero regresó a Burundi en 1972, momento en el cual fue asesinado en circunstancias que todavía no se han aclarado del todo, durante la violencia genocida de ese año.